# Arquidiócesis de Samarinda
La arquidiócesis de Samarinda (en latín: Archidioecesis Samarindaen(sis) y en indonesio: Keuskupan Agung Samarinda) es una circunscripción eclesiástica latina de la Iglesia católica en Indonesia, sede metropolitana de la provincia eclesiástica de Samarinda. La arquidiócesis tiene al arzobispo Justinus Harjosusanto, M.S.F. como su ordinario desde el 11 de noviembre de 1994. 

## Territorio y organización
La arquidiócesis tiene 104 886 km² y extiende su jurisdicción sobre los fieles católicos de rito latino residentes en la provincia de Borneo Oriental en las ciudades de Samarinda, Balikpapan y Bontang, y en las regencias de Kutai Occidental, Kutai Kartanegara, Kutai Oriental, Paser y  Penajam Paser Septentrional.
La sede de la arquidiócesis se encuentra en la ciudad de Samarinda, en donde se halla la Catedral de Santa María.
En 2020 en la arquidiócesis existían 26 parroquias.
La arquidiócesis tiene como sufragáneas a las diócesis de: Banjarmasin, Palangkaraya y Tanjung Selor.

## Historia
El vicariato apostólico de Samarinda fue erigido el 21 de febrero de 1955 con la bula Quod Christus del papa Pío XII, obteniendo el territorio del vicariato apostólico de Bandjarmasin (hoy diócesis de Banjarmasin).
El 18 de abril de 1958, con la carta apostólica Quae materno, el papa Pío XII proclamó a la Santísima Virgen María del Perpetuo Socorro patrona principal del vicariato apostólico.
El 3 de enero de 1961 el vicariato apostólico fue elevado a diócesis con la bula Quod Christus del papa Juan XXIII. Originalmente era sufragánea de la arquidiócesis de Pontianak.
El 22 de diciembre de 2001 cedió una parte de su territorio para la erección de la diócesis de Tanjung Selor mediante la bula Ad aptius consulendum del papa Juan Pablo II.
El 14 de enero de 2003 la diócesis fue elevada al rango de arquidiócesis metropolitana con la bula Cum Ecclesia del papa Juan Pablo II.

## Estadísticas
De acuerdo al Anuario Pontificio 2021 la arquidiócesis tenía a fines de 2020 un total de 146 000 fieles bautizados.
| Año                                                                             | Población            | Población | Población      | Sacerdotes | Sacerdotes    | Sacerdotes    | Bautizados por sacerdote | Diáconos permanentes | Religiosos | Religiosos | Parroquias |
| Año                                                                             | Bautizados católicos | Total     | % de católicos | Total      | Clero secular | Clero regular | Bautizados por sacerdote | Diáconos permanentes | Varones    | Mujeres    | Parroquias |
| ------------------------------------------------------------------------------- | -------------------- | --------- | -------------- | ---------- | ------------- | ------------- | ------------------------ | -------------------- | ---------- | ---------- | ---------- |
| 1969                                                                            | 14 500               | 900 000   | 1.6            | 18         | 1             | 17            | 805                      |                      | 19         | 23         | 8          |
| 1980                                                                            | 38 170               | 1 065 000 | 3.6            | 25         | 2             | 23            | 1526                     |                      | 31         | 21         | 14         |
| 1990                                                                            | 64 653               | 1 662 478 | 3.9            | 34         | 3             | 31            | 1901                     |                      | 33         | 38         | 23         |
| 1999                                                                            | 125 272              | 2 294 841 | 5.5            | 13         | 13            |               | 9636                     |                      | 3          | 69         | 35         |
| 2000                                                                            | 134 937              | 2 294 851 | 5.9            | 51         | 15            | 36            | 2645                     |                      | 50         | 72         | 37         |
| 2001                                                                            | 158 053              | 2 637 755 | 6.0            | 50         | 15            | 35            | 3161                     |                      | 49         | 73         | 39         |
| 2002                                                                            | 99 888               | 1 538 601 | 6.5            | 31         | 19            | 12            | 3222                     |                      | 26         | 55         | 15         |
| 2003                                                                            | 162 257              | 1 483 711 | 10.9           | 34         | 13            | 21            | 4772                     |                      | 25         | 73         | 23         |
| 2004                                                                            | 122 428              | 2 374 744 | 5.2            | 35         | 14            | 21            | 3497                     |                      | 25         | 70         | 23         |
| 2010                                                                            | 97 171               | 2 567 000 | 3.8            | 41         | 15            | 26            | 2370                     |                      | 29         | 66         | 25         |
| 2014                                                                            | 116 559              | 3 014 261 | 3.9            | 48         | 18            | 30            | 2428                     |                      | 33         | 79         | 25         |
| 2017                                                                            | 154 754              | 3 772 000 | 4.1            | 52         | 25            | 27            | 2976                     |                      | 29         | 81         | 25         |
| 2020                                                                            | 146 000              | 3 489 102 | 4.2            | 61         | 29            | 32            | 2393                     |                      | 34         | 84         | 26         |
| Fuente: Catholic-Hierarchy, que a su vez toma los datos del Anuario Pontificio. |                      |           |                |            |               |               |                          |                      |            |            |            |

## Episcopologio
- Jacques Henri Romeijn, M.S.F. † (10 de julio de 1955-11 de febrero de 1975 renunció)
  - Sede vacante (1975-1987)
- Michael Cornelis C. Coomans, M.S.F. † (30 de noviembre de 1987-6 de mayo de 1992 falleció)
- Florentinus Sului Hajang Hau, M.S.F. † (5 de abril de 1993-18 de julio de 2013 falleció)
- Justinus Harjosusanto, M.S.F., desde el 16 de febrero de 2015